# Sinagogă

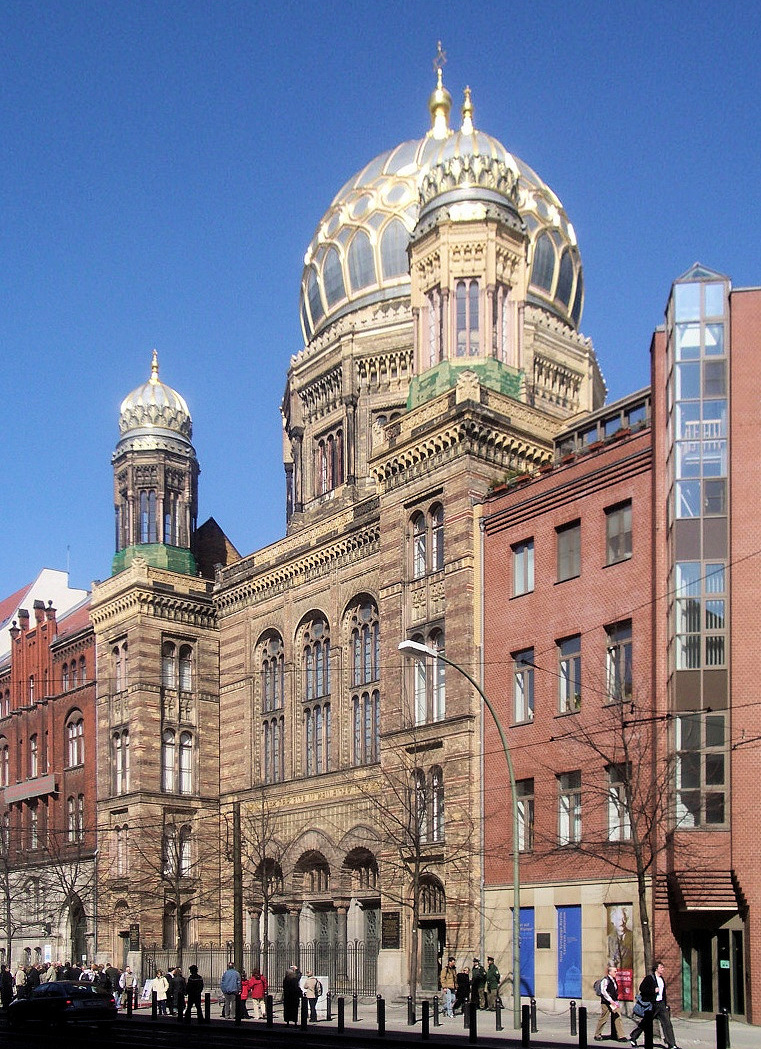
Sinagogă în Berlin, Germania

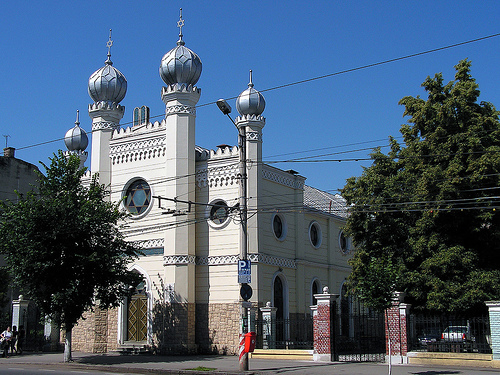
Sinagoga Neologă din Cluj

Sinagoga este casa de rugăciune a cultului mozaic (evreiesc). Sinagoga are un spațiu principal destinat rugăciunii dar poate avea și unele camere mai mici pentru studiu, cu funcție de socializare sau birouri. Sanctuarul sinagogii este constituit de aron hakodeș, locul în care se află sulurile cu textele sfinte.
Sinagoga este un spațiu dedicat rugăciunii, citirii Tanah-ului (Biblia ebraică completă care include și Tora), studierii și întrunirii membrilor comunității. Sinagoga nu este absolut necesară pentru rugăciune, aceasta poate fi efectuată oriunde se adună cel puțin 10 evrei (un minian). Se pot ține și rugăciuni individuale însă unele dintre ele, considerate rugăciuni comunale, pot fi recitate doar de un minian. 
În ceea ce privește funcțiile sale rituale și liturgice, sinagoga nu înlocuiește Templul distrus din Ierusalim. 
Sinagoga este condusă de un rabin și reprezintă pentru evrei ceea ce parohiile (bisericile) reprezintă pentru creștini.

## Etimologie
Termenul sinagogă provine din gr. συναγειν, syn-agein, „a se aduna”. În ebraică înseamnă casă de întrunire, destinată celebrării cultului mozaic.

## Istoric
Primele sinagogi au apărut în țările Orientului înainte de cucerirea Țara Israel și regatul lui Irod cel Mare de către romani și erau conduse de cărturari.
Începând din secolul al XI-lea au început să fie conduse de către rabini, care exercitau atât funcții religioase cât și funcții administrative și juridice (în cadrul comunităților iudaice).